# Jean-Guy Brunet
Jean-Guy Brunet (Sainte-Agathe-des-Monts, 26 aprile 1939) è un ex sciatore alpino e allenatore di sci alpino canadese.

## Biografia
Sciatore polivalente, Brunet si avviò all'agonismo a Mont-Tremblant durante la stagione 1956-1957 e debuttò in campo internazionale in occasione dei Vermont Championships 1959 (Stowe, 13-15 marzo), dove si classificò 8º nella discesa libera e 22º nello slalom gigante; l'anno dopo agli VIII Giochi olimpici invernali di Squaw Valley 1960 (19-27 febbraio), suo esordio olimpico e iridato, si piazzò 26º nella discesa libera, 26º nello slalom gigante, 34º nello slalom speciale e 16º nella combinata, disputata in sede olimpica ma valida solo ai fini dei Mondiali 1960. Ai Mondiali di Chamonix 1962 (10-18 febbraio) fu 19º nella discesa libera, 46º nello slalom gigante, 14º nello slalom speciale e 12º nella combinata e ai IX Giochi olimpici invernali di Innsbruck 1964 (29 gennaio-9 febbraio), suo congedo agonistico internazionale, si classificò 25º nella discesa libera, 27º nello slalom gigante e non completò lo slalom speciale. Dopo il ritiro lavorò a lungo come istruttore e allenatore di sci in Québec e in Ontario.

## Palmarès

### Campionati canadesi
- 8 medaglie[1][5]:
  - 6 ori (slalom speciale nel 1961; discesa libera, slalom gigante nel 1962; discesa libera nel 1963; discesa libera, combinata nel 1964)[6]
  - 2 argenti (discesa libera, combinata nel 1959)

## Riconoscimenti
- Canadian Ski Hall of Fame (1999)[1][5]
- Laurentians Hall of Fame (1988)[1][5]